# Os Melhores Anos das Nossas Vidas
Os Melhores Anos das Nossas Vidas é um programa de televisão do gênero game show, produzido e exibido pela TV Globo de 11 de outubro a 20 de dezembro de 2018, apresentado por Lázaro Ramos e sob a direção geral e artística de Bernardo Portugal.
O programa teve 11 episódios (10 disputas preliminares + 1 final), e ao longo de cada edição, uma dupla de décadas duelava. Cada década foi representada por uma pessoa: Marcos Veras (anos 60), Marco Luque (anos 70), Lúcio Mauro Filho (anos 80), Ingrid Guimarães (anos 90) e Rafa Brites (anos 2000). As duas décadas que mais venceram o programa disputaram a final.

## 1ª Temporada (2018)
| EP                    | Duelo          | Duelo   | Duelo          | Vencedor       |
| --------------------- | -------------- | ------- | -------------- | -------------- |
| 01 11/10/2018         | Década de 1980 | 19 x 81 | Década de 1990 | Década de 1990 |
| 02 18/10/2018         | Década de 1960 | 54 x 46 | Década de 2000 | Década de 1960 |
| 03 25/10/2018         | Década de 1970 | 47 x 53 | Década de 1990 | Década de 1990 |
| 04 01/11/2018         | Década de 1980 | 28 x 72 | Década de 2000 | Década de 2000 |
| 05 08/11/2018         | Década de 1960 | 40 x 60 | Década de 1970 | Década de 1970 |
| 06 15/11/2018         | Década de 1990 | 34 x 66 | Década de 2000 | Década de 2000 |
| 07 22/11/2018         | Década de 1970 | 36 x 64 | Década de 1980 | Década de 1980 |
| 08 29/11/2018         | Década de 1960 | 48 x 52 | Década de 1990 | Década de 1990 |
| 09 06/12/2018         | Década de 1970 | 61 x 39 | Década de 2000 | Década de 1970 |
| 10 13/12/2018         | Década de 1960 | 25 x 75 | Década de 1980 | Década de 1980 |
| 11 - Final 20/12/2018 | Década de 1990 | 53 x 47 | Década de 1980 | Década de 1990 |

## Classificação
| Pos | Década         | PG | J | V | D | PP  | PS  | SP  | MSP | %  | Classificação              |
| --- | -------------- | -- | - | - | - | --- | --- | --- | --- | -- | -------------------------- |
| 1   | Década de 90   | 9  | 4 | 3 | 1 | 220 | 180 | +40 | 62  | 75 | Classificados para a final |
| 2   | Década de 80   | 6  | 4 | 2 | 2 | 186 | 214 | -28 | 50  | 50 | Classificados para a final |
| 3   | Década de 2000 | 6  | 4 | 2 | 2 | 223 | 177 | +46 | 44  | 50 |                            |
| 4   | Década de 70   | 6  | 4 | 2 | 2 | 204 | 196 | +08 | 20  | 50 |                            |
| 5   | Década de 60   | 3  | 4 | 1 | 3 | 167 | 233 | -66 | 08  | 25 |                            |

## Final
| 20 de Dezembro | Década de 90 | 53 – 47 | Década de 80 |  |
|                |              |         |              |  |